# Leonid Nikolajevič Andrejev

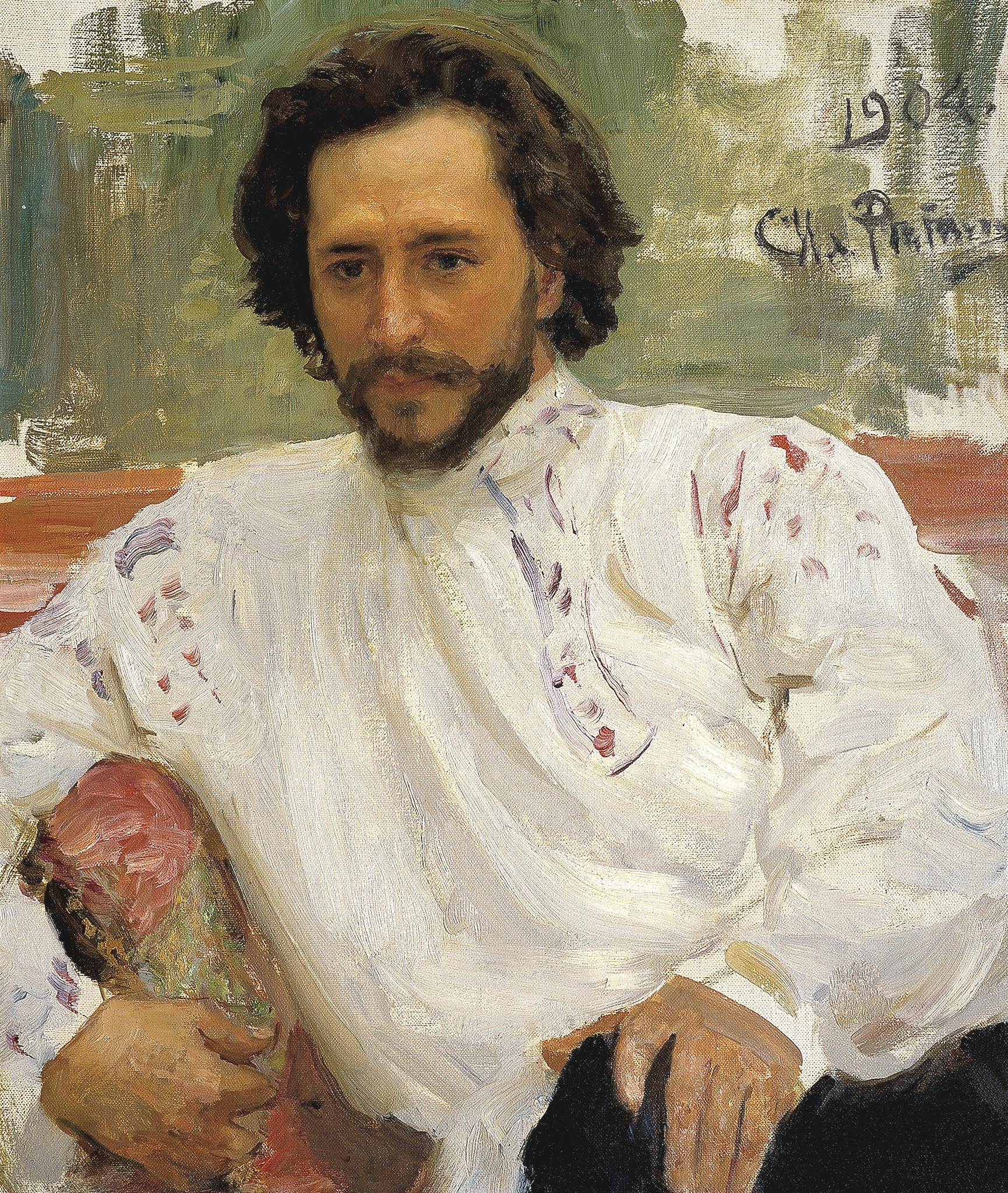
L. N. Andrejev na obraze Ilji Repina

Leonid Nikolajevič Andrejev (rusky Леонид Николаевич Андреев, 21. srpen greg. / 9. srpen jul. 1871, Orel, Rusko – 12. září 1919, Kuokkala, Finsko, dnešní ruské město Repino) byl spisovatel a dramatik konce 19. a počátku 20. století. Jeden z nejsložitějších a vnitřně nejrozporuplnějších představitelů ruské literatury předrevolučního období.

## Život a dílo
Pocházel ze zchudlé šlechtické rodiny. Po absolvování gymnázia v Orlu studoval práva nejprve na petrohradské, později na moskevské univerzitě. Studia dokončil v roce 1897. Poté se zabýval advokátní praxí, té však brzy zanechal a věnoval se plně literární činnosti.
Jeho první povídka O hladovém studentu, od níž si sliboval úspěch, mu byla vrácena redakcí petrohradského listu Nědělja (Týden). Stejný osud stihl i jinou ranou povídku Obnažená duše. Roku 1895 bylo otištěno několik jeho črt o studentském životě v listě Orlovskij vestnik (Orlovský věstník) a také povídka On, ona a vodka. Tyto prvotiny však zůstaly vcelku nepovšimnuty. Od roku 1897 působil jako zpravodaj v listě Moskovskij vestnik (Moskevský věstník) a později jako fejetonista v moskevském listě Kurjer, v němž uveřejňoval v letech 1898-1903 fejetony, publicistické stati a divadelní referáty pod názvem Meloči žizni (Drobný život), podepisoval je pseudonymem Džems Linč. V témže listě otiskoval i svá beletristická díla. Prvním z nich byla povídka Bargamot i Garaska (1898), jíž si povšiml Maxim Gorkij, který později získal Andrejeva ke spolupráci s nakladatelstvím Znanije.
V raných dílech Andrejev navázal na humanistické tradice ruské literatury 19. století. Jeho rané fejetony a povídky, v nichž líčil těžký život městské chudiny a drobných řemeslníků, se vyznačovaly ostře kritickým vztahem k buržoazní společnosti. Již zde se projevovala Andrejevova skepse i sklon k psychologizaci, soustředění na vnitřní svět jednotlivce, na pocit ztracenosti lidského individua v nepřátelském prostředí. Zazněl tu už protest proti odlidštění života v soudobé civilizaci, většinou však jeho hrdinové byli pasivními oběťmi okolností, jímž se nedokázali vzepřít. V mnoha povídkách lze již vysledovat prvky, jež později převládly ve zralé Andrejevově tvorbě – nevíru v rozum v povídkách Mysl (1902) a Prizraki (1904), přeceňování síly slepých pudů a živočišných instinktů v novelách Bezdna (1902) a V mlze (1902), snahu o filozofické zobecnění a alegorizaci příběhu v povídce Stěna (1901) apod.
Svérázným vyjádřením Andrejevova ateismu i jeho absolutní skepse bylo „bohoborectví“ v novele Život Vasilije Fivejského (1903), v dramatu Savva aj. V některých dílech zobrazil své sympatie k revolučnímu hnutí, např. v povídkách V temnou dál (1900), Cizinec (1902), Marseillaisa (1903), Povídka, která nebude nikdy dokončena (1908), Ivan Ivanovič (1908). V novele Červený smích (1904) odhalil nelidskou tvář války. Represálie vůči revolucionářům po porážce revoluce odsoudil z humanistických pozic v dramatu Ke hvězdám (1906) i v řadě novel, z nichž nejproslulejší jsou Povídka o sedmi oběšených (1908) a Gubernátor (1906).
V pozdějších letech, kdy se ideově rozešel s Maximem Gorkým i jeho programem realistické, politicky angažované a výrazně demokraticky orientované literatury, převládl v jeho tvorbě sklon k subjektivismu a k filozofickým abstrakcím.

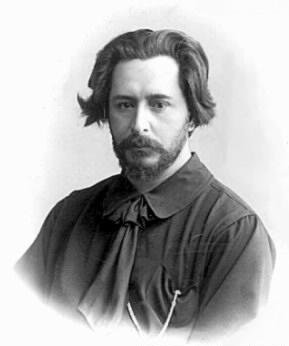
Portrét Leonida Andrejeva

Po roce 1908 se převažujícím principem jeho tvorby stala groteskní deformace skutečností, čímž se do značné míry přiblížil soudobým modernistickým literárním směrům. V jistém smyslu lze mluvit o Andrejevově expresionismu, ačkoliv se tento směr zformoval značně později. Tato nová Andrejevova orientace se nejmarkantněji projevila v cyklu jeho tzv. filozofických her, jež lze jen těžko zařadit k některému uměleckému směru. Současníci je považovali za hry převážně symbolistní, ovšem v mnohých z nich nalezneme vedle rysů expresionistických i silné realistické znaky. Cyklus tvoří dramata Život člověka (1906), Car Hlad (1907), Černé masky (1908), Anathema (1909) a Oceán (1910). V těchto dramatech autor řešil především problém lidské existence – otázku života a smrti, dobra a zla, rozumu a citu a v neposlední řadě problém svobody osobnosti a lidské nesmrtelnosti.
Pod vlivem Schopenhauerovy filozofie zobrazoval lidský život hluboce pesimisticky, jako věčný, nesmyslný pohyb v kruhu. Současně s vysoce abstraktními mystickými dramaty psal i nadále hry kriticko-realistického zaměření. V divadelních hrách Dny našeho žití (1908) a Gaudeamus (1909) zobrazil banální život změšťáčtělých studentů, v třídílném cyklu Anfisa (1909), Katěrina Ivanovna (1912) a Profesor Storicyn (1912) pak morální rozklad měšťácké rodiny.
Nejzralejším Andrejevovým realisticko-psychologickým počinem je drama Ten, kdo dostává políčky (1915). Realistické tendence jsou zde spojeny s romanticko-melodramatickými motivy, jež dodávají dramatu podmanivou emocionálnost. Hra je protestem proti malosti a nelidskosti měšťáckého světa, skutečné lidské city autor nachází jen mezi vyvrženci nebo mezi cirkusáckou bohémou.

### Závěr života
Po roce 1910 žil Andrejev trvale ve Finské části Ruska, kde ho také zastihla světová válka. V té době hodně psal, přestože jeho zdraví se rychle zhoršovalo. Jaro a podzim 1917 prožil v Petrohradě a po Říjnové revoluci, již nepochopil a nepřijal, se opět vrátil do Finska. Jeho posledním dílem byla kniha Dněvnik satany (Satanův deník – 1919), napsaná krátce před smrtí, v níž zachytil válečné šílenství a předvídal brzký zánik lidské civilizace.
Leonid Nikolajevič Andrejev zemřel 12. září roku 1919 v městečku Kuokkala, dnešní Repino na okraji Petrohradu.